# Chrysops stackelbergiellus
Chrysops stackelbergiellus är en tvåvingeart som beskrevs av Olsufjev 1967. Chrysops stackelbergiellus ingår i släktet Chrysops och familjen bromsar. Inga underarter finns listade i Catalogue of Life.